# Canton de Saint-Vaury
Le canton de Saint-Vaury est une circonscription électorale française située dans le département de la Creuse et la région Nouvelle-Aquitaine.
À la suite du redécoupage cantonal de 2014, les limites territoriales du canton sont remaniées. Le nombre de communes du canton passe de 9 à 11.

## Histoire
Le canton de Saint-Vaury a été créé en 1790.
Un nouveau découpage territorial de la Creuse entre en vigueur à l'occasion des élections départementales de mars 2015, défini par le décret du 17 février 2014, en application des lois du 17 mai 2013 (loi organique 2013-402 et loi 2013-403). Les conseillers départementaux sont, à compter de ces élections, élus au scrutin majoritaire binominal mixte. Les électeurs de chaque canton élisent au Conseil départemental, nouvelle appellation du Conseil général, deux membres de sexe différent, qui se présentent en binôme de candidats. Les conseillers départementaux sont élus pour 6 ans au scrutin binominal majoritaire à deux tours, l'accès au second tour nécessitant 12,5 % des inscrits au 1er tour. En outre la totalité des conseillers départementaux est renouvelée. Ce nouveau mode de scrutin nécessite un redécoupage des cantons dont le nombre est divisé par deux avec arrondi à l'unité impaire supérieure si ce nombre n'est pas entier impair, assorti de conditions de seuils minimaux. Dans la Creuse, le nombre de cantons passe ainsi de 27 à 15. Le nombre de communes du canton de Saint-Vaury passe de 9 à 11.
Le nouveau canton de Saint-Vaury est formé de communes des anciens cantons de Guéret-Nord (4 communes) et de Saint-Vaury (7 communes). Le canton est entièrement inclus dans l'arrondissement de Guéret. Le bureau centralisateur est situé à Saint-Vaury.

## Géographie
Ce canton est organisé autour de Saint-Vaury dans l'arrondissement de Guéret. Son altitude varie de 254 m (Anzême) à 683 m (Saint-Léger-le-Guérétois) pour une altitude moyenne de 422 m.

## Représentation

### Conseillers généraux de 1833 à 2015
| Période          | Période      | Identité                               | Étiquette     | Qualité |
| ---------------- | ------------ | -------------------------------------- | ------------- | --- |
| 1833             | 1840 (décès) | Baron Jean-Baptiste Voysin de Gartempe | Centre gauche | Député (1791-1792, 1815-1818, 1820-1822, 1827-1834) Conseiller à la Cour de Cassation Pair de France                                               |
| 1840             | 1848         | Etienne Isidore Mosnier                |               | Substitut du procureur général à Poitiers Propriétaire à Saint-Vaury                                                                               |
| 1848             | 1852         | Jean-Baptiste Aristide Martin          | Républicain   | Avocat à Guéret Propriétaire, maire de Saint-Vaury                                                                                                 |
| 1852             | 1871         | Etienne Isidore Mosnier                |               | Président de chambre à la Cour Impériale de Limoges Propriétaire à Saint-Vaury                                                                     |
| 19 novembre 1871 | 1877         | Jean Moreau                            | Républicain   | Médecin Député (1849-1851 et 1876-1881) |
| 1877             | 1899 (décès) | Jean-Baptiste Aristide Martin          | Républicain   | Avocat à Guéret Propriétaire, maire de Saint-Vaury Président du Conseil Général                                                                    |
| 1899             | 1940         | Charles Filloux                        | Radical       | Instituteur puis professeur, puis négociant Maire de Saint-Vaury (1896-1921), conseiller d'arrondissement Président du Conseil Général (1928-1940) |
|                  |              |                                        |               | |
| 1942             | 1945         | Jean Fourjadeau (1905-1958)            |               | Notaire Maire de Saint-Vaury Nommé conseiller départemental en 1942                                                                                |
|                  |              |                                        |               | |
| 1945             | 1970         | Louis-Gaston Roussillat (1897-1978)    | SFIO          | Professeur à l'Ecole Normale d'Instituteurs de Guéret Conseiller municipal de Saint-Vaury puis de Guéret                                           |
| 1970             | 2008         | William Chervy                         | SFIO puis PS  | Médecin Sénateur (1981-1998) Maire de Saint-Vaury (1971-2001)                                                                                      |
| 2008             | 2015         | Philippe Bayol                         | PS            | Enseignant Maire de Saint-Vaury |

### Conseillers d'arrondissement (de 1833 à 1940)
| Période                                  | Période          | Identité                              | Étiquette   | Qualité |
| ---------------------------------------- | ---------------- | ------------------------------------- | ----------- | --- |
| 1833                                     | 1836             | Valéry Guillot (1772-1853)            |             | Juge de paix à Saint-Vaury                                                                                  |
| 1836                                     | 1842             | Alexis Desry-Dutheil (1790-1853)      |             | Notaire, maire d'Anzême                                                                                     |
| 1842                                     | 1848             | Léonard Jupile-Larompière (1813-1893) |             | Substitut du Procureur du Roi à Bellac (Haute-Vienne) puis à Tulle (Corrèze)                                |
|                                          |                  |                                       |             | |
| 1883                                     |                  | Sylvain-Frédéric Voisin               | Républicain | Maire de Saint-Vaury                                                                                        |
|                                          |                  |                                       |             | |
| 1898                                     | 1899 (démission) | Charles Filloux                       | Radical     | Instituteur puis professeur, puis négociant, maire de Saint-Vaury                                           |
| 30 avr. 1899                             |                  |                                       |             | |
|                                          |                  |                                       |             | |
| 1919                                     | 1940 (décès)     | François-Henri Sinaud (1880-1940)     | Radical     | Médecin de l'école normale d'institutrices de Guéret                                                        |
| 1940                                     |                  |                                       |             | Les conseils d'arrondissement ont été suspendus par la loi du 12 octobre 1940 et n'ont jamais été réactivés |
| Les données manquantes sont à compléter. |                  |                                       |             | |

### Conseillers départementaux à partir de 2015
| Période élective | Période élective | Mandat | Mandat   | Identité       | Nuance | Nuance | Qualité                                                                            |
| ---------------- | ---------------- | ------ | -------- | -------------- | ------ | ------ | ---------------------------------------------------------------------------------- |
| 2015             | 2021             | 2015   | 2021     | Philippe Bayol |        | PS     | Maire de Saint-Vaury depuis 2001                                                   |
| 2015             | 2021             | 2015   | 2021     | Armelle Martin |        | PS     | 1ère adjointe au maire de Saint-Vaury, sénatrice suppléante de Jean-Jacques Lozach |
| 2021             | 2028             | 2021   | en cours | Philippe Bayol |        | PS     | Maire de Saint-Vaury depuis 2001                                                   |
| 2021             | 2028             | 2021   | en cours | Armelle Martin |        | PS     | 1ère adjointe au maire de Saint-Vaury, sénatrice suppléante de Jean-Jacques Lozach |

### Résultats détaillés

#### Élections de mars 2015
À l'issue du 1er tour des élections départementales de 2015, deux binômes sont en ballottage : Philippe Bayol et Armelle Martin (PS, 32,16 %) et Céline Bouvier et Bernard de Froment (Union de la Droite, 26,22 %). Le taux de participation est de 57,37 % (4 329 votants sur 7 546 inscrits) contre 58,65 % au niveau départementalet 50,17 % au niveau national.
Au second tour, Philippe Bayol et Armelle Martin (PS) sont élus avec 52,59 % des suffrages exprimés et un taux de participation de 57,34 % (2 019 voix pour 4 327 votants et 7 546 inscrits).

#### Élections de juin 2021
Le premier tour des élections départementales de 2021 est marqué par un très faible taux de participation (33,26 % au niveau national). Dans le canton de Saint-Vaury, ce taux de participation est de 37,01 % (2 753 votants sur 7 439 inscrits) contre 39,51 % au niveau départemental. À l'issue de ce premier tour, deux binômes sont en ballottage : Philippe Bayol et Armelle Martin (PS, 54,35 %) et Corinne Commergnat et Bernard de Froment (DVD, 32,6 %).
Le second tour des élections est marqué une nouvelle fois par une abstention massive équivalente au premier tour. Les taux de participation sont de 34,3 % au niveau national, 40,97 % dans le département et 38,86 % dans le canton de Saint-Vaury. Philippe Bayol et Armelle Martin (PS) sont élus avec 60,68 % des suffrages exprimés (1 600 voix pour 2 891 votants et 7 440 inscrits),,. 

## Composition

### Composition avant 2015
Le canton de Saint-Vaury regroupait neuf communes.
| Nom                        | Code Insee | Codepostal | Superficie (km2) | Population (dernière pop. légale) | Densité (hab./km2) |
| -------------------------- | ---------- | ---------- | ---------------- | --------------------------------- | ------------------ |
| Anzême                     | 23004      | 23000      | 29,50            | 553 (2012)                        | 19                 |
| La Brionne                 | 23033      | 23000      | 7,08             | 431 (2012)                        | 61                 |
| Bussière-Dunoise           | 23036      | 23320      | 41,13            | 1 050 (2012)                      | 26                 |
| Gartempe                   | 23088      | 23320      | 9,49             | 121 (2012)                        | 13                 |
| Montaigut-le-Blanc         | 23132      | 23320      | 17,23            | 393 (2012)                        | 23                 |
| Saint-Léger-le-Guérétois   | 23208      | 23000      | 13,98            | 437 (2012)                        | 31                 |
| Saint-Silvain-Montaigut    | 23242      | 23320      | 9,55             | 180 (2012)                        | 19                 |
| Saint-Sulpice-le-Guérétois | 23245      | 23000      | 36,18            | 1 984 (2012)                      | 55                 |
| Saint-Vaury                | 23247      | 23320      | 46,50            | 1 799 (2012)                      | 39                 |

### Composition à partir de 2015
Le nouveau canton de Saint-Vaury comprend onze communes entières.
| Nom                                 | Code Insee | Intercommunalité   | Superficie (km2) | Population (dernière pop. légale) | Densité (hab./km2) | Modifier                                    |
| ----------------------------------- | ---------- | ------------------ | ---------------- | --------------------------------- | ------------------ | ------------------------------------------- |
| Saint-Vaury (bureau centralisateur) | 23247      | CA du Grand Guéret | 46,50            | 1 729 (2022)                      | 37                 | modifier les données · modifier les données |
| Ajain                               | 23002      | CA du Grand Guéret | 33,14            | 1 028 (2022)                      | 31                 | modifier les données · modifier les données |
| Anzême                              | 23004      | CA du Grand Guéret | 29,50            | 549 (2022)                        | 19                 | modifier les données · modifier les données |
| La Brionne                          | 23033      | CA du Grand Guéret | 7,08             | 452 (2022)                        | 64                 | modifier les données · modifier les données |
| Bussière-Dunoise                    | 23036      | CA du Grand Guéret | 41,13            | 1 045 (2022)                      | 25                 | modifier les données · modifier les données |
| Gartempe                            | 23088      | CA du Grand Guéret | 9,49             | 113 (2022)                        | 12                 | modifier les données · modifier les données |
| Glénic                              | 23092      | CA du Grand Guéret | 27,60            | 644 (2022)                        | 23                 | modifier les données · modifier les données |
| Jouillat                            | 23101      | CA du Grand Guéret | 22,44            | 383 (2022)                        | 17                 | modifier les données · modifier les données |
| Saint-Fiel                          | 23195      | CA du Grand Guéret | 16,72            | 1 079 (2022)                      | 65                 | modifier les données · modifier les données |
| Saint-Léger-le-Guérétois            | 23208      | CA du Grand Guéret | 13,98            | 398 (2022)                        | 28                 | modifier les données · modifier les données |
| Saint-Sulpice-le-Guérétois          | 23245      | CA du Grand Guéret | 36,18            | 1 901 (2022)                      | 53                 | modifier les données · modifier les données |
| Canton de Saint-Vaury               | 2314       |                    | 283,76           | 9 321 (2022)                      | 33                 | modifier les données                        |

## Démographie

### Démographie avant 2015
| 1962  | 1968  | 1975  | 1982  | 1990  | 1999  | 2006  | 2011  | 2012  |
| ----- | ----- | ----- | ----- | ----- | ----- | ----- | ----- | ----- |
| 7 568 | 7 523 | 7 006 | 7 294 | 7 160 | 6 820 | 6 941 | 6 951 | 6 948 |

### Démographie depuis 2015
En 2022, le canton comptait 9 321 habitants, en évolution de −2,84 % par rapport à 2016 (Creuse : −3,32 %, France hors Mayotte : +2,11 %).
| 2013  | 2018  | 2022  |
| ----- | ----- | ----- |
| 9 529 | 9 484 | 9 321 |